# Eclipsa de Soare din 29 martie 2006
Eclipsa de Soare din 29 martie 2006 a fost o eclipsă de Soare totală. 
A fost cea de-a IV-a eclipsă totală din secolul al XXI-lea, dar a cincea trecere a umbrei Lunii peste Pământ, în acest secol. A făcut parte din seria Saros 139.
S-a produs în urmă cu 18 ani, 361 zile.

## Vizibilitate

Parcursul eclipsei din 29 martie 2006 peste Pământ.

Eclipsa totală a fost vizibilă pe un lung culoar care a început în Brazilia, a traversat Oceanul Atlantic, Africa de Nord, Turcia, Rusia de Sud-Vest și Asia Centrală

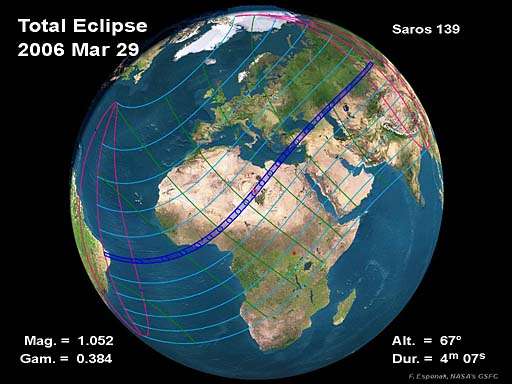
Parcursul umbrei eclipsei pe suprafaţa globului terestru, la 29 martie 2006.

Eclipsa totală a traversat succesiv țările următoare:
- Brazilia
- Ghana
- Togo
- Benin
- Nigeria
- Niger
- Ciad
- Sudan
- Libia
- Egipt
- Grecia (Kastelorizo)
- Turcia
- Georgia
- Federația Rusă
- Kazahstan
- Federația Rusă
- Mongolia

Pe teritoriul României a putut fi observată ca eclipsă parțială de Soare.

## Imagini

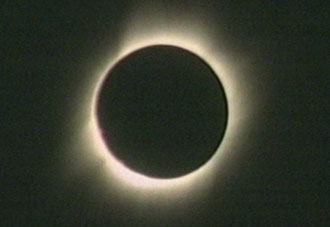
Fotografia Soarelui în timpul eclipsei totale.

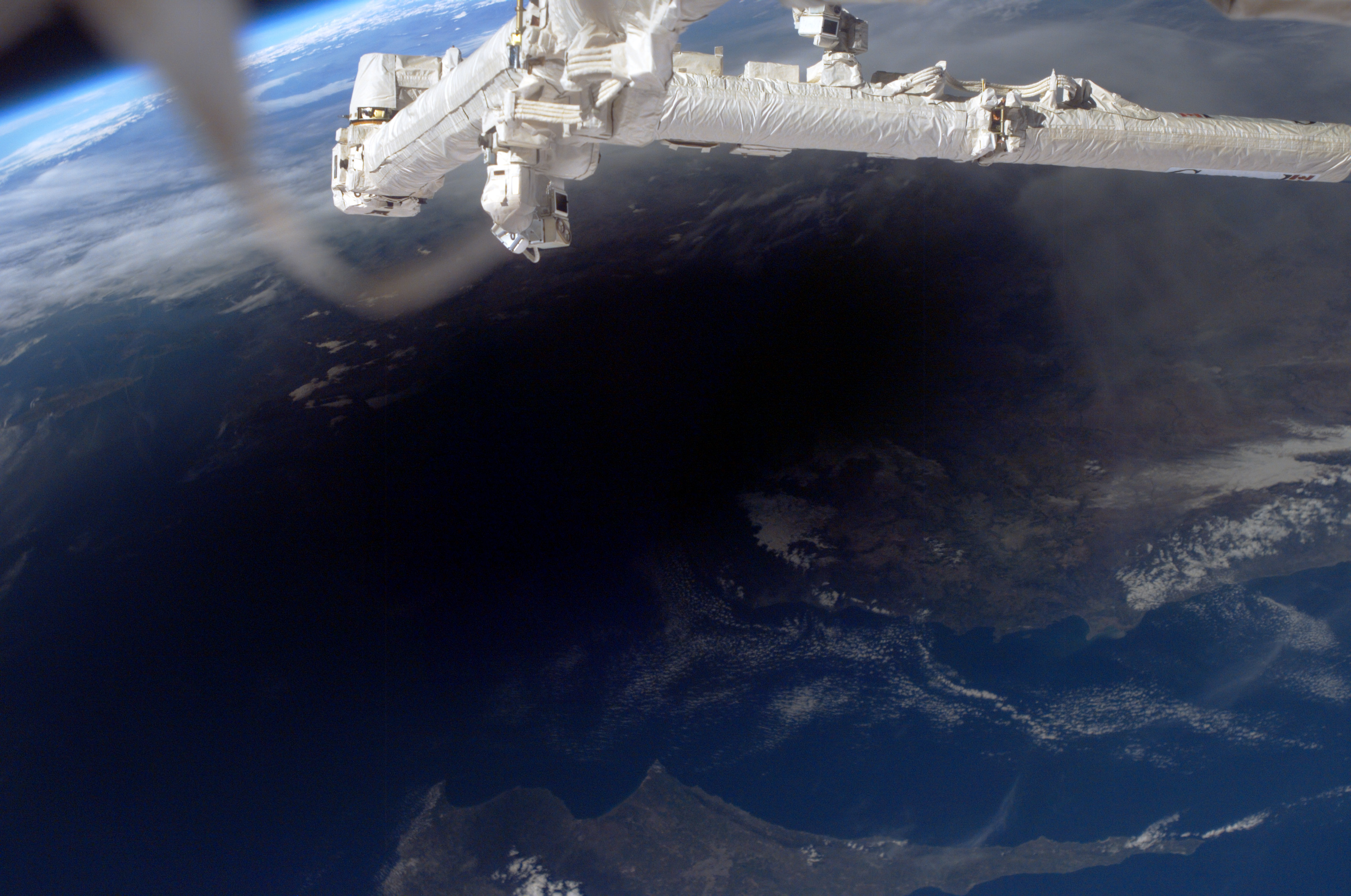
Umbra Lunii văzută de pe ISS deasupra Ciprului și a Turciei.